# Mojo (álbum)
Mojo es el decimosegundo álbum de estudio del grupo estadounidense Tom Petty and the Heartbreakers, publicado por la compañía discográfica Reprise Records en junio de 2010. El álbum, publicado en CD el 15 de junio y dos semanas más tarde en Blu Ray, fue el primer trabajo de Petty con The Heartbreakers en ocho años. Fue también el primer álbum del grupo desde Hard Promises (1981) en incluir la colaboración del bajista Ron Blair en su totalidad, dado que solo tocó dos temas en el anterior disco del grupo, The Last DJ. Mojo debutó en el puesto dos de la lista estadounidense Billboard 200 con 125 000 copias vendidas durante la primera semana en el país.

## Grabación y promoción
En noviembre de 2009, Petty comentó en una entrevista para la revista Rolling Stone su intención de grabar el álbum en directo dentro del estudio sin sobregrabaciones. Sobre el tono del álbum, el músico comentó: «Está basado en el blues. Algunas de las canciones son largas, del tipo de música improvisada. Un par de temas realmente suenan como The Allman Brothers Band, no las canciones sino la atmósfera del grupo».
El grupo estrenó una canción, «Good Enough», en formato streaming el 24 de febrero de 2010 en su página web, mientras que sendos videos de «Jefferson Jericho Blues», «First Flash of Freedom», «I Should Have Known It», «Something Good Coming» y «Good Enough» fueron subidos al canal del grupo en Youtube.
Además de las canciones estrenadas en su cuenta de Youtube, la lista de temas de Mojo fue publicada a través de un artículo en la página web ESPN el 8 de junio. El artículo entró en detalles sobre la gira de las canciones. La mayoría de las canciones también fueron puestas a disposición de la web a través de un reproductor de música Streampad hasta su lanzamiento oficial.

## Lista de canciones
Todas las canciones escritas y compuestas por Tom Petty excepto donde se anota. 
| N.º | Título                                              | Escritor(es)             | Duración |  |
| 1.  | «Jefferson Jericho Blues»                           |                          | 3:24     |  |
| 2.  | «First Flash of Freedom»                            | Tom Petty, Mike Campbell | 6:53     |  |
| 3.  | «Running Man's Bible»                               |                          | 6:02     |  |
| 4.  | «The Trip to Pirate's Cove»                         |                          | 5:00     |  |
| 5.  | «Candy»                                             |                          | 4:12     |  |
| 6.  | «No Reason to Cry»                                  |                          | 3:04     |  |
| 7.  | «I Should Have Known It»                            | Tom Petty, Mike Campbell | 3:36     |  |
| 8.  | «U.S. 41»                                           |                          | 3:01     |  |
| 9.  | «Takin' My Time»                                    |                          | 4:21     |  |
| 10. | «Let Yourself Go»                                   |                          | 3:23     |  |
| 11. | «Don't Pull Me Over»                                |                          | 4:05     |  |
| 12. | «Lover's Touch»                                     |                          | 4:24     |  |
| 13. | «High In the Morning»                               |                          | 3:36     |  |
| 14. | «Something Good Coming»                             |                          | 4:11     |  |
| 15. | «Good Enough»                                       | Tom Petty, Mike Campbell | 5:57     |  |
| 16. | «Little Girl Blues» (Tema extra de edición digital) |                          | 3:08     |  |
| 17. | «Mystery of Love» (Toma alternativa sin finalizar)  |                          | 3:56     |  |

## Personal
- Tom Petty: voz, guitarra rítmica, bajo y producción
- Mike Campbell: guitarra principal y producción
- Scott Thurston: guitarra rítmica y armónica
- Benmont Tench: piano y órgano
- Ron Blair: bajo
- Steve Ferrone: batería y percusión

## Posición en listas
| País           | Lista                   | Posición |
| -------------- | ----------------------- | -------- |
| Alemania       | Media Control Charts    | 12       |
| Austria        | Austrian Top 75 Albums  | 42       |
| Canadá         | Canadian Albums Chart   | 3        |
| Estados Unidos | Billboard 200           | 2        |
| Estados Unidos | Top Rock Albums         | 1        |
| Noruega        | Norwegian Top 40 Albums | 9        |
| Nueva Zelanda  | New Zealand Music Chart | 11       |
| Reino Unido    | UK Albums Chart         | 38       |
| Suecia         | Swedish Albums Chart    | 3        |